# Impatiens tirunelvelica
Impatiens tirunelvelica är en balsaminväxtart som beskrevs av M.B.Viswan. och Manik. Impatiens tirunelvelica ingår i släktet balsaminer, och familjen balsaminväxter. Inga underarter finns listade i Catalogue of Life.